# Fundamentalism
Fundamentalismul este un curent radical fanatic, intolerant, o ideologie care nu acceptă compromisuri, având frecvent o origine de natură religioasă. Fundamentalismul este un atașament strict la o doctrină anume, fie ea religioasă sau nu în esența sa. Integralismul este varianta catolică a fundamentalismului.

## Istoric

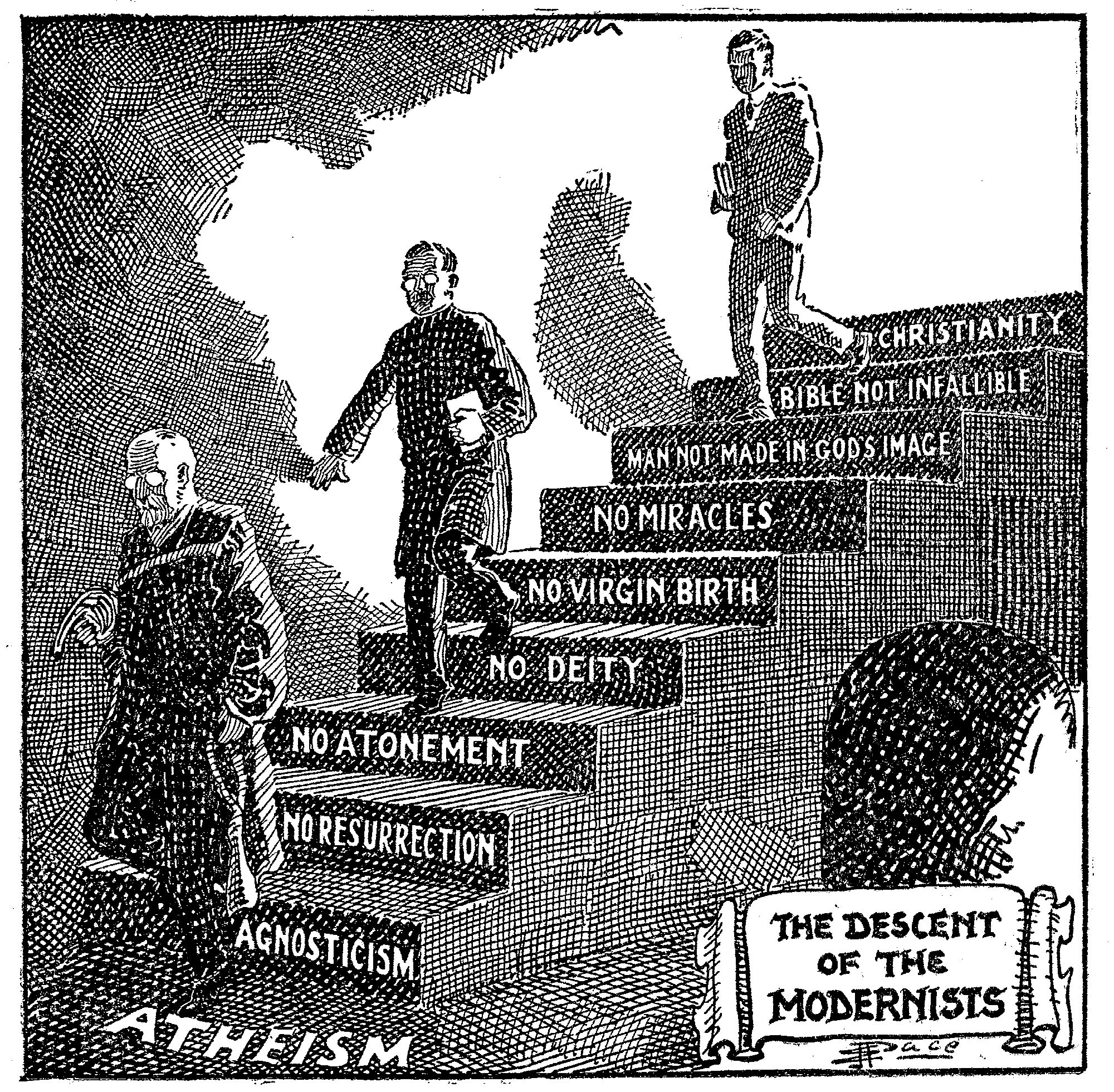
Caricatură fundamentalistă care critică modernismul teologic

Forma veche a fundamentalismului se consideră că ar avea originea într-o mișcare reformistă conservatoare a protestantismului nord-american, care era orientat contra reformelor cu tendințe progresiste.
Între anii 1910 și 1915 au fost concepute o serie de teze și tratate teologice de către un grup de preoți de la  „Princeton Theological Seminary” și „Westminster Theological Seminary”. Aceste teze au fost tipărite în trei milioane de exemplare, sub titlul „The Fundamentals: A Testimony to the Truth”. Printr-un articol publicat în anul 1920 al jurnalistului american Curtis Lee Laws, simpatizant al acestei mișcări, curentul primește numele de „Fundamentalism”.
Acest curent radical conține printre altele și critici adresate „teologiei moderne”, în special legate de folosirea și interpretarea textelor din Biblie, ca și o neacceptare a teoriei evoluționiste a darwinismului, aducându-se contraargumente din Vechiul Testament.
Punctul culminant al acestei mișcări este atins în Dayton (Tennessee), SUA, în secolul XX, în așa numitul „Proces al maimuțelor” (1925), fiind interzisă predarea în școli a Teoriei evoluționiste a lui Darwin.

## Aspecte politice

Simbolul fracțiunii RAF din R.F. Germania, o stea roșie și o armă Heckler & Koch MP5

Folosirea acestei ideologii pe tărâmul politic, după „McCarthy” a luat aspecte mai grave, unde dictatura din mai multe puncte de vedere corespunde fundamentalismului.
O nouă formă generată de fundamentalism, fanatism religios a generat în secolul XX, terorismul, care a cuprins continente sub forma unui conflict pe bază religioasă a culturilor.
Astfel de grupări teroriste pot fi numite: RAF (Rote Armee Fraktion) o grupare extremistă de stânga din Germania de Vest, Al-Qaida, (o rețea formată dintr-o grupare militantă radicală islamică), Hezbollah din Liban și organizația Ku Klux Klan din SUA.